# 夏官营城址
夏官营城址，位于中国甘肃省榆中县，为一个省级文物保护单位，类型为古遗址。
夏官营城址的历史年代为宋代。